# Combat (jornal)
Combat foi um jornal francês. Foi fundado durante a Segunda Guerra Mundial, sendo um diário clandestino editado pela Resistência Francesa e com a ajuda de Albert Camus.
Em agosto de 1944, com o fim da ocupação nazi em Paris, o periódico passa a circular fora da clandestinidade e seus editoriais, a partir deste momento, adotam uma postura anti-comunista. Em 1947 Albert Camus deixa o periódico, juntamente com Pascal Pia. O Combat teve grande destaque na década de 1960, com os eventos da Guerra da Argélia e o movimento de Maio de 1968.
Em agosto de 1974 o jornal deixou de circular, em virtude de problemas financeiros.